# Cunardo
Cunardo – miejscowość i gmina we Włoszech, w regionie Lombardia, w prowincji Varese.
Według danych na rok 2004 gminę zamieszkiwało 2538 osób, 423 os./km².